# Linton (Észak-Dakota)
Linton település az Amerikai Egyesült Államok Észak-Dakota államában, Emmons megyében, melynek megyeszékhelye is. Lakosainak száma 1071 fő (2020. április 1.).

## Népesség
A település népességének változása:

| 2010 | 1 097 |
| 2020 | 1 071 |